# Lipno
Lipno (deutsch 1941–45 Leipe) ist eine Stadt in der Woiwodschaft Kujawien-Pommern in Polen. Sie ist Sitz des Powiat Lipnowski und liegt am Flüsschen Mień etwa 20 km nordnordöstlich von Włocławek und 40 km südöstlich von Toruń.

## Geschichte
1349 wurde Lipno das Kulmer Stadtrecht verliehen. Während des 15. und 16. Jahrhunderts erlebte die Stadt eine Blütezeit. Nach der Zweiten Teilung Polens kam Lipno an Preußen. 1807 kam die Stadt an das von Napoleon abhängige Herzogtum Warschau, das in Personalunion durch den König von Sachsen regiert wurde.
Nach dem Wiener Kongress 1815 verblieb es im neuerrichteten Kongresspolen, welches in Personalunion mit dem Kaiserreich Russland verbunden war. Nach der Wiedererrichtung des selbständigen Polens nach dem Ersten Weltkrieg wurde Lipno Sitz eines eigenen Powiat. Diesen Status verlor es 1975, wurde aber nach der Verwaltungsreform 1999 wiederum Sitz einer Starostei.
Während der deutschen Besatzung im Zweiten Weltkrieg plante Gauleiter Albert Forster, die Stadt „Leipe“ (so damals umbenannt) und das benachbarte „Rippin“ (poln. Rypin), „an neuer Stelle neu zu gestalten“. Der Architekt Ewald Liedecke entwarf dabei für Leipe die Errichtung einer völlig neuen Stadtanlage 5 km nordwestlich, nahe der Ortschaft Konotopie. Keiner dieser Pläne wurde umgesetzt.

## Landgemeinde
Die Landgemeinde Lipno, zu der die Stadt Lipno selbst nicht gehört, hat eine Fläche von 209,7 km², auf der 11.830 Menschen leben (31. Dezember 2020).

## Söhne und Töchter der Stadt
- Pola Negri (Barbara Apolonia Chałupiec; 1897–1987), Schauspielerin, Star der Stummfilmära
- Ya’akov Meridor (1913–1995), israelischer Politiker, Unternehmer und Kommandeur der Irgun Zwai Leumi
- Tosia Altman (1919–1943), jüdische Widerstandskämpferin
- Leszek Balcerowicz (* 1947), Wirtschaftswissenschaftler und Politiker sowie zeitweiliger polnischer Finanzminister
- Katarzyna Kowalska (* 1985), Langstreckenläuferin.

## Verweise